# Thalwinkel
Thalwinkel ist ein Ortsteil der Stadt Bad Bibra im Burgenlandkreis in Sachsen-Anhalt.

## Geografie
Thalwinkel liegt im Naturpark Saale-Unstrut-Triasland zwischen Weimar und Halle (Saale).

## Geschichte
Über die erste Erwähnung des Ortes liegen keine genauen Angaben vor. Die urkundliche Ersterwähnung für Thalwinkel fand im Jahr 1326 statt. Vermutlich hat der Ort schon vor 1290 bestanden, als er erstmals als Besitz von Kirchscheidungen genannt wurde. Zusammen mit Tröbsdorf gehörte Thalwinkel nach 1326 zu den Burgscheidunger Zinsdörfern und ist daher mit der Geschichte der Burg Burgscheidungen eng verbunden. Der Ort gehörte bis 1815 zum wettinischen, später kursächsischen Amt Freyburg. Durch die Beschlüsse des Wiener Kongresses kam er zu Preußen und wurde 1816 dem Kreis Querfurt im Regierungsbezirk Merseburg der Provinz Sachsen zugeteilt, zu dem er bis 1944 gehörte.
1927 hatte Thalwinkel 275 Einwohner.
Am 1. Juli 2009 wurde Thalwinkel mit seinem Ortsteil Bergwinkel nach Bad Bibra eingemeindet. Der letzte Bürgermeister war Hartmut Spengler.

## Bauwerke
- Die Kirche Thalwinkel wurde neu erbaut im Jahr 1734, der – mit finanzieller Unterstützung des königlich sardinischen Generalzeugmeisters Levin Friedrich von der Schulenburg auf Burgscheidungen – durch die Kirchgemeinde errichtet wurde. Den Kirchenneubau und den Bau eines gleichzeitigen Pfarrhauses leitete der Pfarrer Wichmann.  Der Chorturm stammt noch aus spätromanischer Zeit. Im Inneren der Kirche ist ein alter barocker hölzerner Taufständer des 18. Jh. Über dem Altar befindet sich eine schmucklose hölzerne barocke Kanzel. Im Turm hängt ein mittelalterliches Dreiergeläut, die große und kleine Glocke von 1350, die mittlere Glocke frühes 15. Jh. (vermutlich stammt sie aus der Kapelle von Warthau, ein Dorf zwischen Golzen und Thalwinkel bei Golzen, das bereits 1575 wüst war) und von Gunther aus Weimar gegossen worden ist.
- Im Kirchhof am Hang steht ein Kriegerdenkmal für 1870/71 (das nach 1881 erstellt wurde) sowie einzelne barocke Grabmäler.
- Interessant ist noch das 1795 erbaute Schulhaus und das Gemeindehaus von 1797 im Unterdorf.

## Verkehr
Westlich des Ortes verläuft die Bundesstraße 250, die von Eckartsberga nach Bad Bibra führt, sowie die Bundesstraße 176 südlich von Thalwinkel.